# Angelo Soliman
 (janvier 2018).
Si vous disposez d'ouvrages ou d'articles de référence ou si vous connaissez des sites web de qualité traitant du thème abordé ici, merci de compléter l'article en donnant les références utiles à sa vérifiabilité et en les liant à la section « Notes et références ».
Angelo Soliman (né vers 1721, dans le nord-est du Nigeria, mort le 21 novembre 1796 à Vienne) était un esclave affranchi, valet et précepteur dans la maison des princes du Liechtenstein. Il était également une personnalité éminente de la société viennoise de son temps et un franc-maçon.

## Biographie
Angelo Soliman vient probablement du peuple Kanouri. Après la mort de sa tribu dans un conflit armé, il est mis en esclavage auprès des Européens contre un cheval. Dans une colonie en Afrique, il garde les chameaux. On lui donne le nom d'André. À dix ans, il est racheté à Messine par le mari d'une femme riche qui lui donne une éducation. Par affection pour une servante s'appelant Angelina, il prend le nom d'Angelo. Il est baptisé un 11 septembre et choisit ce jour comme le jour de son anniversaire. Après plusieurs demandes, il est offert à Johann Georg Christian von Lobkowitz, qui en fait un valet, un soldat et un compagnon de voyage. Dans une bataille, Soliman lui sauve la vie, Lobkowitz lui en sera toujours redevable. Après la mort du Feldmarschall, Soliman entre en 1753 au service de Joseph-Wenceslas de Liechtenstein et devient le chef des valets. L'empereur Joseph II lui apporte son estime, François Maurice de Lacy devient son ami.
Sans que le prince le sache, car il refuse le mariage à ses valets, Soliman épouse le 6 février 1768 Magdalena de Kellermann, veuve Christiani, sœur du futur maréchal français François Christophe de Kellermann. Lorsque le prince de Liechtenstein l'apprend par une indiscrétion de Joseph II, il le licencie sur-le-champ.[réf. nécessaire]
Le 18 décembre 1772, naît sa fille Josephine. En 1797, elle épouse l'ingénieur militaire Ernst von Feuchtersleben. En 1798, naît son fils Eduard von Feuchtersleben qui deviendra ingénieur dans les mines et écrivain.
En 1773, le nouveau prince François-Joseph Ier de Liechtenstein prend le pouvoir et reprend Angelo Soliman.
En 1781, Soliman intègre la loge maçonnique viennoise Zur wahren Eintracht. Soliman est ami avec le minéralogue et écrivain franc-maçon Ignaz von Born qui l'a recommandé. Born est le maître des cérémonies, Soliman intègre le collège des officiers puis devient le maître des cérémonies adjoint. Dans cette loge, il rencontre l'écrivain hongrois Ferenc Kazinczy.
Après sa mort en 1796, à cause d'un AVC, le sculpteur Franz Thaler fait un masque en plâtre de Soliman. Les viscères sont enterrés, sa peau qu'il aurait léguée à la demande de ses amis naturalistes est préparée et exposée en homme sauvage à moitié nu, paré de plumes et de colliers de coquillages au musée d'histoire naturelle de Vienne jusqu'en 1806. Sa fille Joséphine soutient la polémique contre cette exposition et tente en vain de donner une sépulture chrétienne à son père.
Durant l'insurrection viennoise d'octobre 1848, son mannequin est brûlé. Le plâtre du buste de Soliman est aujourd'hui exposé au Rollettmuseum (de) à Baden.
En 2013, une Angelo-Soliman-Weg est inaugurée dans Landstrasse.

## Annexe